# Банкімчандра Чаттопадхай
Банкімча́ндра Чаттопадха́й (*বঙ্কিমচন্দ্র চট্টোপাধ্যায়, 27 липня 1838 — 8 квітня 1894) — бенгальський громадський діяч, поет, письменник, журналіст, композитор доби Бенгальського Відродження.

## Життєпис
Походив із заможної брамінської родини у селі неподалік м. Найхаті (Бенгалія). Син Ядавчандра Чаттопадхая, урядового чиновника. У 1844—1849 роках навчався у початковій школі. З 1849 році вступив до Енциклопедичної школі м. Хуглі. Того ж року вперше одружився. Після чого в 1853 році вступив до Президентського коледжу у Калькутті, якій закінчив у 1857 році зі ступенем бакалавра мистецтв. Слідом за цим блискуче вчився у місцевому університеті. Під час навчання у Калькуттському університеті починає складати вірші, перші твори з прози.
У 1865 році була вперше опублікована його повість. У 1869 році здобув ступінь бакалавра права. Слідом за чим вступив на державну службу, місцем його призначення був округ Джессор (Південна Бенгалія). З 1872 року видавав щомісячний журнал «Бонгодоршон» («Дзеркало Бенгалії»), а з 1884 року — «Прочар» («Проповідник»).
У 1891 році подав у відставку та перебрався до Калькутти. У 1894 році нагороджений Орденом Індійської імперії.

## Творчість
Рішуче виступав за чистоту і демократизацію рідної мови, за зближення літератури і життя, за моральну і громадянську відповідальність художника. Банкімчандра затвердив у бенгальській літературі жанр історичного роману, він створив у цьому жанрі 7 творів: «Донька військовика» (1862 рік), «Мріналіні» (1869 рік), «Чондрошекхар» (1873 рік), «Оселя радості» (1882 рік), «Радж Сінґх»(1882 рік), «Дебі Чоудхурані» (1883 рік), «Сітарам» (1886 рік). Звертаючись до історії і культури минулого, він прагнув вселити співвітчизникам почуття гордості своїм минулим, зображував сильних і самовідданих героїв, безперечною якістю його романів був аналіз соціальних коренів подій, народних рухів і водночас виявлення причин поразок.
У романах «Коналокундала» (1866 рік), «Отруйне дерево» (1872 рік) і «Заповіт Крішноканто» (1875) відтворив складну картину соціальної дійсності з протиріччями між традиційним устроєм й новими віяннями прийдешньої модерної доби. Зіткнення нового зі старим автор показує на родинно-побутовому матеріалі, на становищі жінки в індійському суспільстві.
У збірках «Народні забалки» (1874 рік) і «Комолаканто» (1885 рік), куди увійшли такі сатиричні жанри, як пародія, фейлетон, памфлет, алегорична казка, побутові замальовки та інші, автор не залишив без уваги жодної сфери соціальної дійсності.
На сторінках своїх журналів Чаттопадхай не залишив без уваги жодну з проблем, що хвилювали тогочасне суспільство. Він вів запеклі суперечки як з ортодоксами, що ратували «за чистоту релігії предків», так і з «англізованими індійцями», він пропагував досягнення західної науки і виступав за збереження та збагачення найкращих рис самобутньої національної культури.

## Філософія
Банкімчандра спробував синтезувати вчення Сен-Симона і Оуена, Руссо і Прудона, О.Конта і Д.Мілля з ідеями Упанішад і Бгаґавад-Ґіти. Особливу увагу він приділяв боротьбі проти європейських фальсифікаторів національної історії. У своїх релігійно-філософських трактатах — «Діяння Крішни» (1886 рік), «Сутність релігії» (1885 рік) він піддав перегляду і раціоналізації традиційні категорії, узявши за основу вчення священної «Бгаґавад-Ґіти», він проголосив вищим релігійним обов'язком людини любов до батьківщини.

## Композитор
Є автором індійської національної пісні «Ванде Матарам». а також римованих гімнів-стотра (з музикою) на честь Індії, яку представлено як богиню. Вони складені мовами бенгалі та санскрит.